# Lista de primatas da América Central

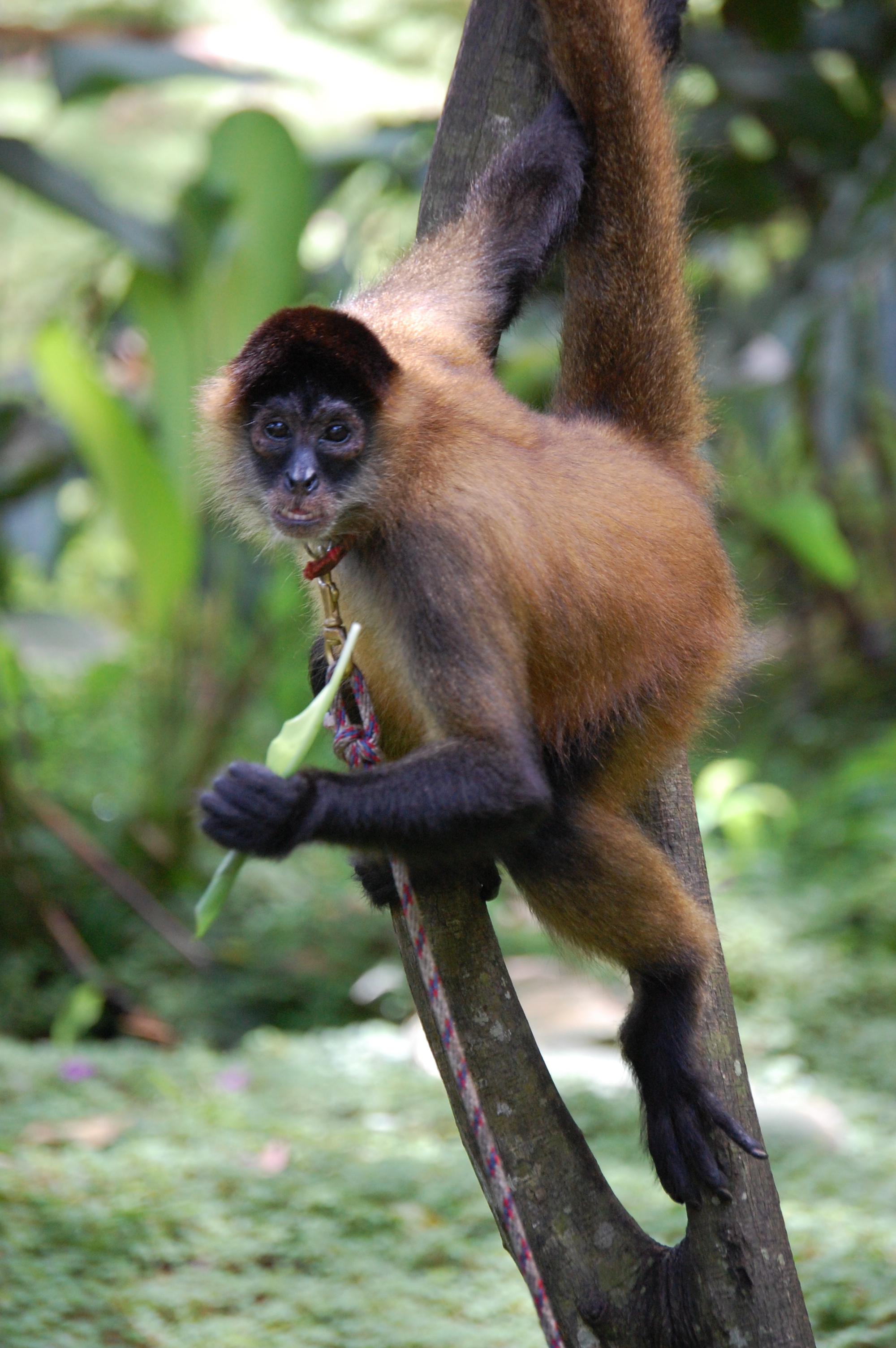
Ateles geoffroyi é encontrado em todos os países da América Central.

Pelo menos sete espécie de macacos são nativos da América Central. Uma oitava espécie Alouatta coibensis é frequentemente reconhecida, mas alguns autores o consideram como subespécie de Alouatta palliata.   Uma nona espécie Ateles fusciceps também é frequentemente reconhecida, mas alguns autores consideram como subespécie de Ateles geoffroyi. Taxonomicamente, todos os primatas centro-americanos são classificados como Macacos do Novo Mundo. Cinco espécies pertencem à família Atelidae, que incluem os bugios, macacos-aranhas, macacos-barrigudos e os muriquis. Duas espécies pertencem à subfamília Cebinae (família Cebidae), que incluem os macacos-pregos e macacos-de-cheiro. Uma espécie pertence à subfamília Callitrichinae, que são os saguis e micos-leões, e uma pertence à família Aotidae, que são os macacos-da-noite.
Ateles geoffroyi é o único macaco encontrado em todos os países centroamericanos, e também ocorre na Colômbia, Equador e México. Outras espécies com ampla distribuição na América Central são Alouatta palliata, encontrado em cinco países, e o macaco-prego-de-cara-branca (Cebus capucinus), encontrado em quatro países. A. coibensis, Ateles fusciceps, Aotus zonalis e Saguinus geoffroyi são encontrados apenas no Panamá. Saimiri oerstedii também possui distribuição restrita, vivendo na costa do Oceano Pacífico na Costa Rica e em uma pequena porção do Panamá. El Salvador é o país com o menor número de espécies, e somente A. geoffroyi é encontrado lá. Panamá é o que possui o maior número, oito espécies, e a única espécie que não ocorre neste país e Alouatta pigra.

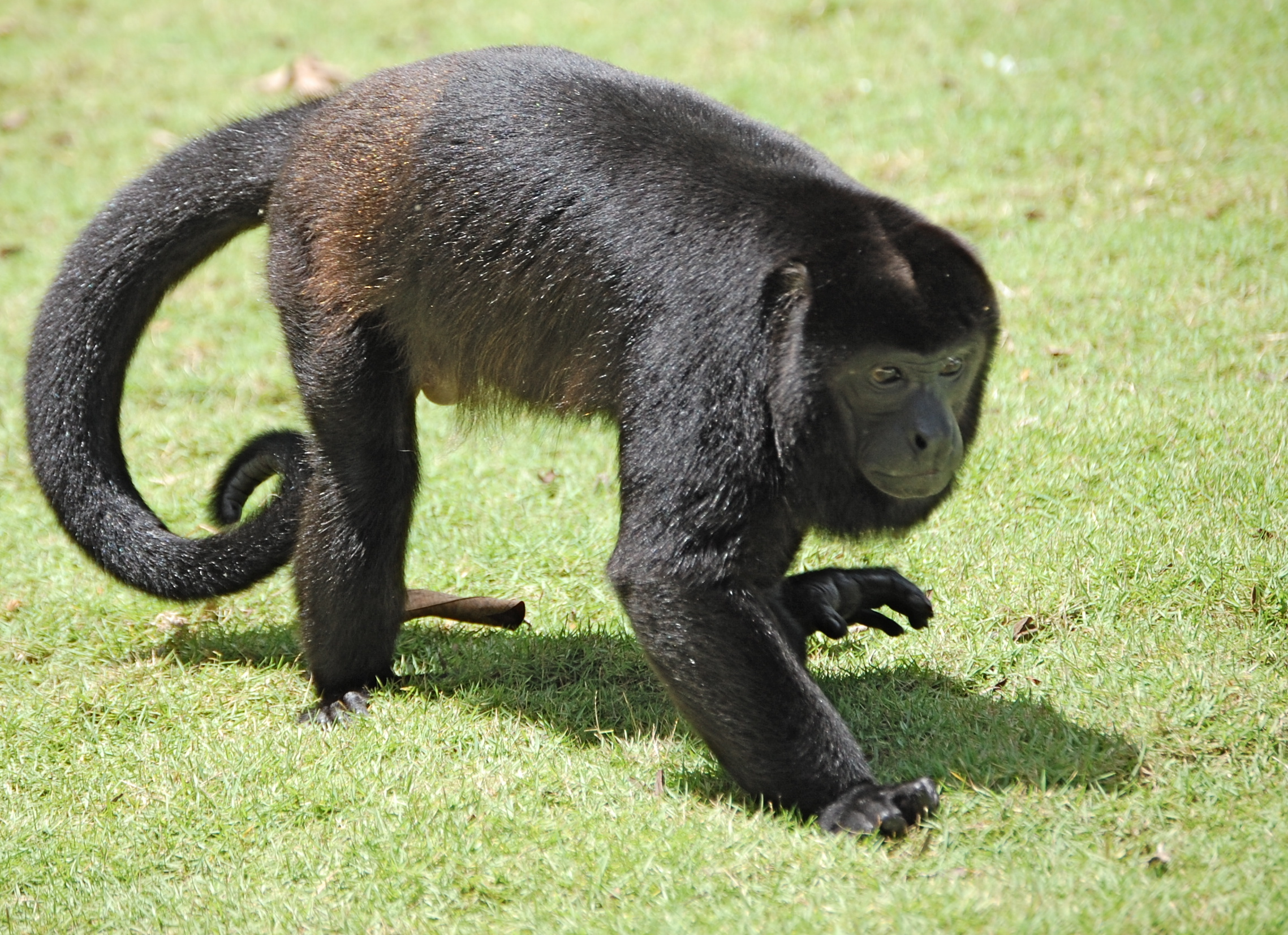
Alouatta palliata possui uma ampla distribuição geográfica dentro da América Central.

S. geoffroyi é o menor macaco centroamericano, pesando, em média, 500 g. S. oerstedii e A. zonalis são quase tão pequenos quanto, tendo ambos, cerca de 1 kg. Alouatta pigra possui os mais pesados machos, tendo em média 11 kg. Em segundo lugar de peso, os machos de Ateles geoffroyi são os mais pesados, com cerca de 8 kg.
Um macaco centroamericano, Ateles fusciceps, é considerado como "criticamente em perigo" pela IUCN. Ateles geoffroyi e Alouatta pigra são considerados como "em perigo". Saimiri oerstedii já foi considerado como "em perigo", mas atualmente é uma espécie vulnerável, desde 2008. Alouatta coibensis também é considerado "vulnerável".  O macaco-prego-de-cara-branca, Alouatta palliata e Saguinus geoffroyi são todos considerados espécies em "baixo risco" de extinção.
Observar macacos é uma atividade turística popular em partes da América Central.  Na Costa Rica, áreas populares para tal atividade são o Parque Nacional Corcovado, o Parque Nacional Manuel Antonio, o Parque Nacional Santa Rosa, o Parque Nacional Guanacaste e a Reserva Biológica Lomas de Barbudal.  O Parque Nacional Corcovado é o único parque em que se observa as quatro espécies de primatas da Costa Rica.  O mais acessível Parque Nacional Manuel Antonio é o outro parque na Costa Rica em que se encontra Saimiri oertesdii, e o macaco-prego-de-cara-branca e Alouatta palliata também são comuns lá.  Dentro do Panamá, essas áreas incluem o Parque Nacional Darién, o Parque Nacional Soberanía e um número de ilhas Lago Gatún incluind a ilha de Barro Colorado.  Ademais, Saguinus geoffroyi pode ser observado no Parque Natural Metropolitano, dentro da Cidade do Panamá.  Em Belize, o mais facilmente explorado é o Community Baboon Sanctuary que foi criado exatamente para a preservação de Alouatta pigra e agora contém mais de 1000 animais da espécie.

## Chave

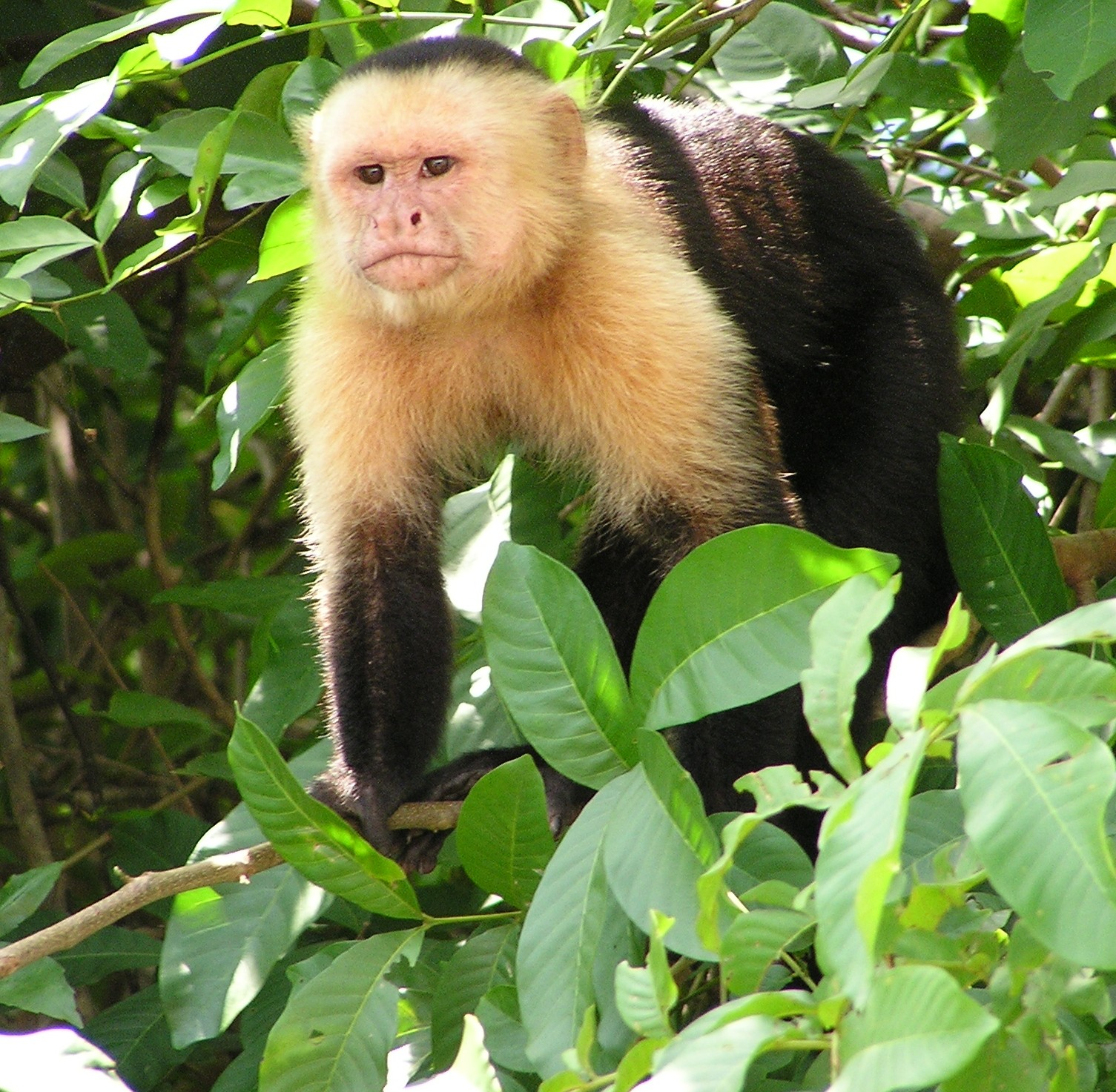
O macaco-prego-de-cara-branca é encontrado em quatro países da América Central.

| Nome científico       | Nome científico da espécie                                                                           |
| Nome comum            | Nome comum da espécie em português, que pode ser um termo genérico a outras espécies do mesmo gênero |
| Família               | Família ou subfamília de Macacos do Novo Mundo que a espécie pertence                                |
| Peso - Macho          | Peso médio do macho da espécie em kilogramas                                                         |
| Peso - Fêmea          | Peso médio da fêmea da espécie em kilogramas                                                         |
| Estado de conservação | Estado de conservação segundo a IUCN                                                                 |
| Países                | Países em que a espécie ocorre; países fora da América Central estão em itálico                      |

## Espécies de primatas centro-americanos

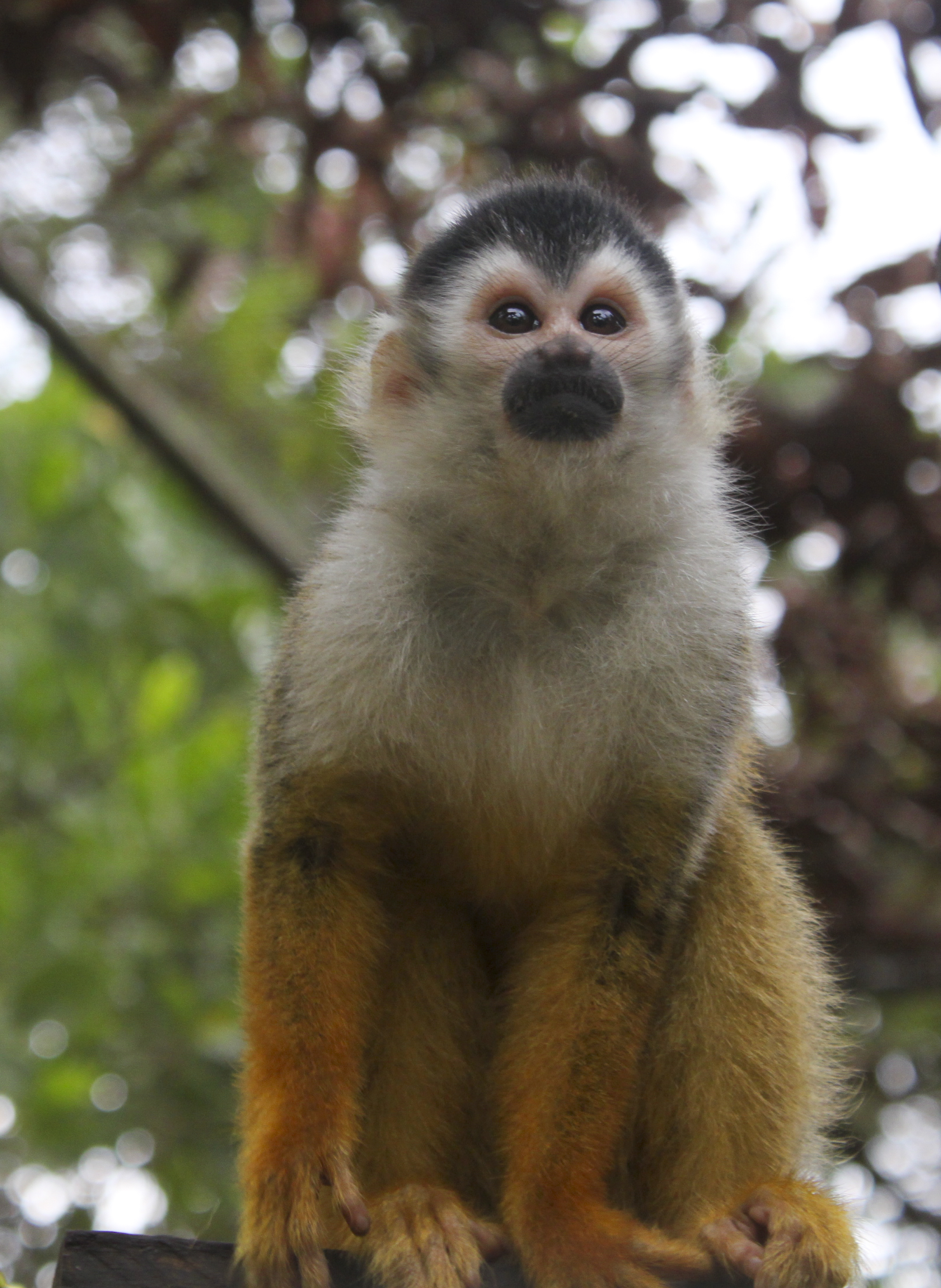
Saimiri oerstedii é restrito à Costa Rica e ao Panamá.

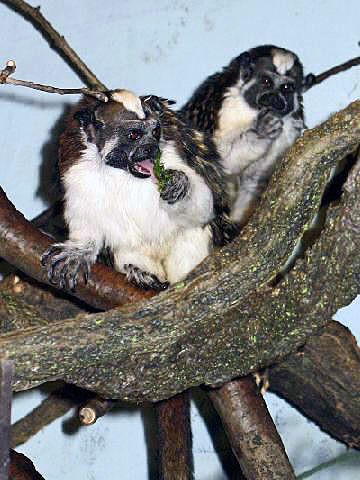
Saguinus geoffroyi é o menor macaco centro-americano.

| Nome científico       | Nome comum                            | Família        | Peso - Macho         | Peso - Fêmea        | Estado de conservação  | Países                                                                                    | Referências   |
| --------------------- | ------------------------------------- | -------------- | -------------------- | ------------------- | ---------------------- | ----------------------------------------------------------------------------------------- | ------------- |
| Alouatta coibensis[a] | Bugio ou guariba                      | Atelidae       | 7,150 kg (15,76 lb)  | 5,350 kg (11,79 lb) | Vulnerável             | Panamá                                                                                    | [ 6 ] [ 14 ]  |
| Alouatta palliata     | Bugio ou guariba                      | Atelidae       | 7,150 kg (15,76 lb)  | 5,350 kg (11,79 lb) | Pouco preocupante      | Costa Rica, Guatemala, Honduras, Nicarágua, Panamá, Colômbia, Equador, México             | [ 4 ] [ 14 ]  |
| Alouatta pigra        | Bugio ou guariba                      | Atelidae       | 11,352 kg (25,03 lb) | 6,434 kg (14,18 lb) | Em perigo              | Belize, Guatemala, México                                                                 | [ 14 ] [ 16 ] |
| Aotus zonalis[b]      | Macaco-da-noite                       | Aotidae        | 0,889 kg (1,96 lb)   | 0,916 kg (2,02 lb)  | Dados deficientes      | Panamá, Colômbia                                                                          | [ 8 ] [ 13 ]  |
| Ateles fusciceps[c]   | Macaco-aranha                         | Atelidae       | 8,890 kg (19,60 lb)  | 8,800 kg (19,40 lb) | Criticamente em perigo | Panamá, Colômbia, Equador                                                                 | [ 7 ] [ 15 ]  |
| Ateles geoffroyi      | Macaco-aranha                         | Atelidae       | 8,210 kg (18,10 lb)  | 7,700 kg (16,98 lb) | Em perigo              | Belize, Costa Rica, El Salvador, Guatemala, Honduras, Nicarágua, Panamá, Colômbia, México | [ 3 ] [ 14 ]  |
| Cebus capucinus       | Macaco-prego-de-cara-branca, caiarara | Cebinae        | 3,668 kg (8,09 lb)   | 2,666 kg (5,88 lb)  | Pouco preocupante      | Costa Rica, Honduras, Nicarágua, Panamá, Colômbia, Equador                                | [ 5 ] [ 12 ]  |
| Saguinus geoffroyi    | Sagui                                 | Callitrichinae | 0,486 kg (1,07 lb)   | 0,507 kg (1,12 lb)  | Pouco preocupante      | Panamá, Colômbia                                                                          | [ 9 ] [ 11 ]  |
| Saimiri oerstedii     | Macaco-de-cheiro                      | Saimiriinae    | 0,829 kg (1,83 lb)   | 0,695 kg (1,53 lb)  | Vulnerável             | Costa Rica, Panamá                                                                        | [ 10 ] [ 12 ] |